# Nigara Shaheen
Nigara Shaheen (Afganistán, 7 de junio de 1993) es una judoka afgana radicada en Canadá.

## Trayectoria
Nigara Shaheen nació en Afganistán. Cuando tenía seis meses, su familia se mudó de Yalalabad a Pakistán, huyendo de la guerra. A los 18 años, se mudó a Kabul para estudiar en la Universidad Americana de Afganistán.
Shaheen había vivido anteriormente en Rusia. Compitió en los Campeonatos Asiáticos de Judo de 2017, el Grand Slam de Judo de 2019, el Grand Slam de Judo de Düsseldorf en 2020 y el Grand Slam de Kazán de 2021. Se clasificó para los Juegos Olímpicos de Verano de 2020, en el Equipo Olímpico de Atletas Refugiados. Compitió en la prueba femenina de 70 kg en los Juegos Olímpicos de Verano de 2020 en Tokio, Japón. Participó también en los Juegos Olímpicos de París 2024 como integrante del Equipo Olímpico de Refugiados.